# Whispers of the Night (álbum)
Whispers of the Night es el primer álbum de estudio de la banda peruana de rock psicodélico The Dead-End Alley Band, el cual cuenta con diez temas originales, compuestos, grabados y producidos por la dupla Javier Kou y Sebastián Sánchez-Botta, durante el verano de 2012, y fue lanzado de forma independiente en diciembre del mismo año, para luego ser reeditado y relanzado en vinilo por el reconocido sello alemán Nasoni Records, en mayo de 2013, poniendo así a la banda en la mira de la escena peruana e internacional. Es reconocido por su carácter atmosférico, experimental y cargado de efectos. Del álbum destacan los temas "Mirrors and Seagulls", "Whispers of the Night", "Trapped Inside A Lava Lamp" e "It's Too Late".

## Historia
El álbum fue el resultado accidental de la experimentación de Kou y Sánchez-Botta, en su búsqueda por crear temas de corte psicodélico añejo. Luego de cinco primeros demos, la dupla expone el material a nivel digital, ganando interés y apoyo de parte sus primeros seguidores a nivel local e internacional.
Con ese empuje, la banda se animó a crear los cinco temas restantes, los cuales se incluyeron en el tracklist final del álbum, siendo producido por ellos mismos bajo el nombre de "Ice Label Records", y lanzado el 8 de diciembre de 2012, conmemorando el aniversario del nacimiento de Jim Morrison, líder de la banda que inspiró a la dupla a crear el proyecto.
Dicho lanzamiento se realizó de forma física y digital con libre descarga del material, y un tiraje híperlimitado de 35 copias en CD, manufacturados artesanalmente por la misma dupla.
Poco después del lanzamiento, el material empieza a llegar a oídos de la escena local, y en contacto con la empresa independiente Filmtrax, donde labora Carlos Vidal, bajista de la reconocida banda peruana La Ira de Dios, éste les recomienda enviar su material a Nasoni Records. La banda accede y en pocos días recibe la respuesta del sello, interesado en trabajar el material para lanzarlo oficialmente en formato vinilo para todo Europa, en ediciones limitadas de 100 vinilos a color amarillo, y 400 vinilos en color negro estándar. Fue así que, el 10 de mayo de 2013, el álbum se da a conocer a nivel internacional, y al mes de ser lanzado, las copias a color lograron agotarse. Asimismo, la banda genera mayor reconocimiento local, siendo el "Whispers" considerado ese mismo año como uno de los mejores álbumes peruanos, ubicándose entre los cinco mejores del 2013 en los premios Generarock. y uno de los mejores lanzamientos del 2013 para la revista griega TimeMazine Fanzine, quien dedicó un artículo a la banda en su edición #8.

## Críticas y reseñas
El álbum captó interés de los críticos locales e internacionales, y es considerado como una pieza que marca un buen punto de partida para no perder de vista a la banda. De hecho, ganó opiniones encontradas por quienes esperaban un sonido más pesado y menos maquillado, habiendo sido editados por el sello alemán, pero el resumen de los buenos comentarios, hicieron del Whispers of the Night, un álbum bien valorado, e incluso deseado por su stock limitado de copias físicas.

## Lanzamientos
- 8 de diciembre de 2012 (CD y digital)
- 10 de mayo de 2013 (LP)
- 16 de mayo de 2013 (LP)
- 17 de mayo de 2013 (LP)
- 30 de mayo de 2013 (LP)

## Listado de canciones
01. Mirrors and Seagulls

02. Whispers of the Night

03. Lizards and Snakes

04. Centuries

05. Bring Me Back Home

06. Nightmare Time (Act.I Lullaby / Act.II Hunted Down / Act.III The Escape)

07. Soul Sucker Blues

08. Trapped Inside A Lava Lamp

09. It's Too Late

10. Outro: This Trip Is Over (Time To Get Home)